# Camastra
Cammarata là một đô thị của tỉnh Agrigento ở vùng Sicilia, có vị trí cách khoảng 60 km về phía đông nam của Palermo và khoảng 35 km về phía bắc của Agrigento trên núi cao (1.578 m) có nhiều rừng.
Cammarata giáp các đô thị sau: Acquaviva Platani, Casteltermini, Castronovo di Sicilia, Mussomeli, San Giovanni Gemini, Santo Stefano Quisquina, Vallelunga Pratameno, Villalba.